# Fortalesa de Horom
La Fortalesa de Horom o romanizat també com Orom o Horrom (en armeni: Հոռոմի բերդ) és una antiga fortificació de l'edat del bronze a l'època del regne de Urartu, construïda sobre dos grans pujols al sud de la carretera principal i enfront de la presa i embassament de Kamut. Està situat aproximadament a un quilòmetre a l'est de la localitat de Horom pertanyent a la Província de Xirak d'Armènia. No gaire lluny d'allí es troben Ghak i Shvaghtapa dues fortaleses ciclòpies també urartianes.

## Excavacions
Horom es considera com un dels jaciments arqueològics més impressionants a Armènia a causa de la seva arquitectura. Hi ha fragments de ceràmica i lascas d'obsidiana escampades en la superfície de l'àrea. Les excavacions recents han estat realitzades per arqueòlegs armenis i nord-americans dirigits per Ruben Badalian i Philip Kohl. Aquests equips de recerca han descobert muralles ben conservades, així com grans quantitats d'artefactes culturals que han donat una idea dels personatges i la vida d'els qui una vegada van residir en el lloc.